# Rotwangen-Schmuckschildkröte
Die Rotwangen-Schmuckschildkröte (Trachemys scripta elegans) gehört zur Familie der Neuwelt-Sumpfschildkröten (Emydidae). Sie ist in Nordamerika beheimatet und verbringt die meiste Zeit ihres Lebens im Süßwasser.

## Aussehen

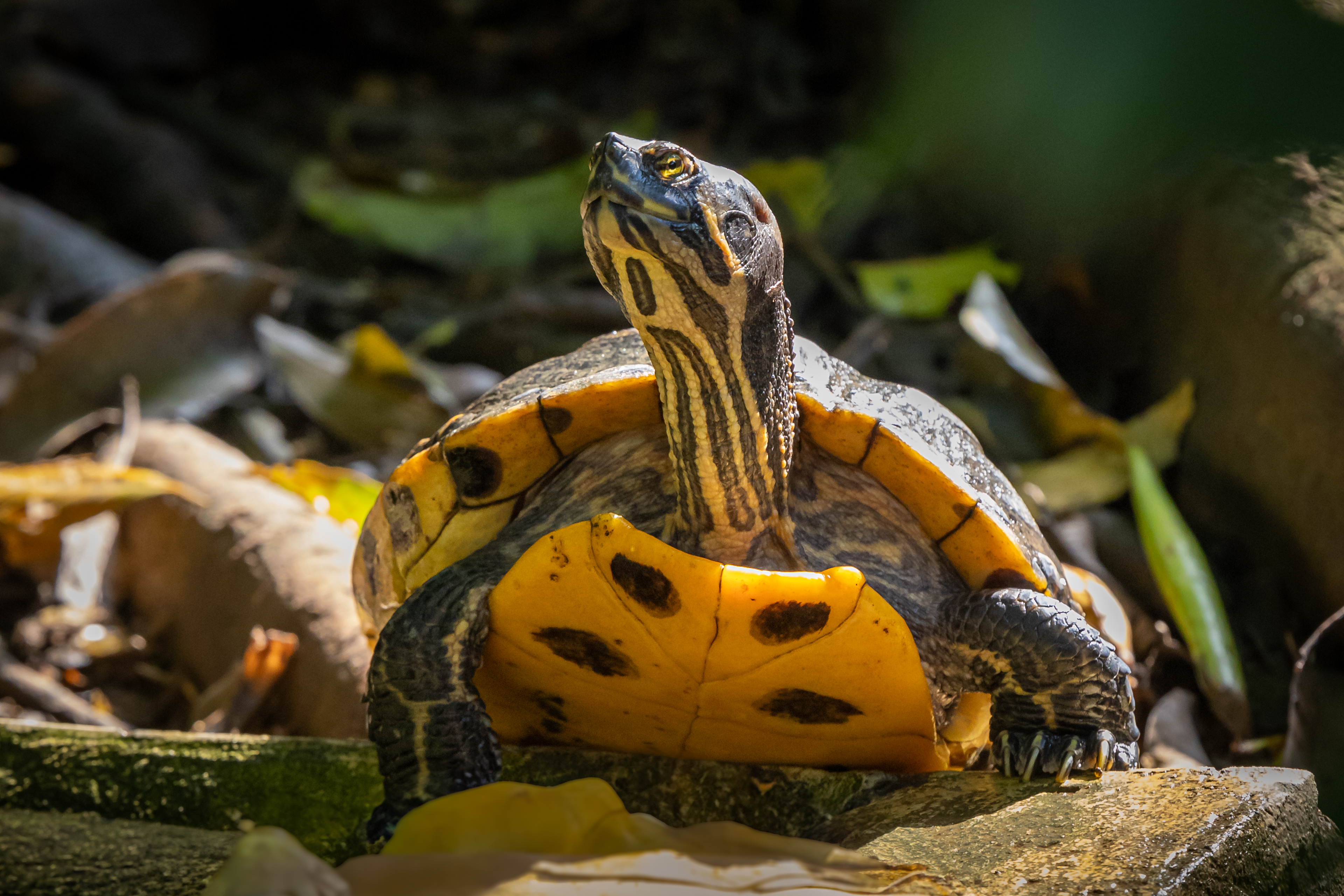
Farbmuster des Plastrons

Dunkelgrüner, relativ flacher Rückenpanzer oft mit gelben bis orangen Flecken und Linien; Plastron gelb mit großen schwarzen Flecken auf jedem Schild; kräftige orange bis rote Schläfendecken. Die Männchen unterscheiden sich von den Weibchen: Der Schwanz des  Männchens ist länger und dicker, die Kloake weiter vom Panzer entfernt. Beim Männchen ist der Plastron nach innen gewölbt, beim Weibchen flach. Des Weiteren werden die Vorderkrallen des Männchens ab dem zweiten Lebensjahr deutlich länger als die des Weibchens.

## Gewicht und Länge
Rotwangen-Schmuckschildkrötenweibchen können bis zu 30 cm lang werden, die Männchen bleiben mit 25 cm etwas kleiner. Das Gewicht liegt bei einem ausgewachsenen Weibchen bei bis zu 1,5 kg und bei Männchen bis  zu 1 kg.

## Vorkommen
Das Verbreitungsgebiet der Rotwangenschildkröte ist in den mittleren und östlichen USA vom südlichsten Zipfel des Michigansee über das Mississippital bis zum Golf von Mexiko und ins nordöstliche Mexiko. Auch in Deutschland gibt es durch ausgesetzte Tiere inzwischen Populationen. In Österreich sind sie durch Aussetzen im Wiener Dehnepark heimisch geworden.
Die durch Aussetzen entstandenen Populationen in Europa können zur Konkurrenz für heimische Tierarten werden, nicht zuletzt deshalb wurde der Import zu Handelszwecken mittlerweile untersagt.
Die Art zählt zu den 100 gefährlichsten Neobiota weltweit.

## Lebenserwartung
Rotwangen-Schmuckschildkröten werden 30–40 Jahre alt. Ab einer Größe von etwa 18 cm fangen die Weibchen an, Eier zu legen.

## Lebensweise
Ungestörte Teiche oder auch langsam fließende Flussabschnitte mit schlammigem Grund und dichter Ufervegetation sind der bevorzugte Lebensraum der Rotwangen-Schmuckschildkröte. Wie andere Sumpfschildkröten auch hält sie sich im Frühling und Sommer viel außerhalb des Wassers auf und sonnt sich stundenlang.

## Verhalten
Beim Sonnenbaden sind die Tiere recht gesellig, oft in großen Trupps auf engem Raum. Die Geselligkeit dieser Tiere bezieht sich nur aufs Sonnenbaden, da jedes dieser Tiere den schönsten Platz erheischen möchte. Die Rotwangenschildkröte findet sich in freier Wildbahn nur zur Paarung zusammen, ansonsten hat jedes Tier sein eigenes Territorium.

## Fortpflanzung
Wenn die Temperatur im Frühjahr hoch genug ist, sind die Schildkröten zur Paarung bereit. Das Männchen vibriert mit seinen langen Vorderkrallen vor der Okularregion des Gesichts des Weibchens, was zum Balzverhalten gehört.
Die Krallen helfen ihm, sich am Rückenpanzer der Partnerin festzuklammern.
Im Frühsommer sucht das Weibchen dann mit Sorgfalt einen Platz für das Gelege aus. Mit den Hinterbeinen gräbt es eine Grube für die bis zu 22 Eier. Die jungen Schildkröten wachsen sehr schnell und können in ihrem zweiten Sommer schon sechs bis sieben Zentimeter lang sein.

## Handel
Die Rotwangen-Schmuckschildkröte gehörte zu den häufigsten Schildkröten, die im Tierhandel erhältlich waren. Inzwischen wurde der Handel dieser Art stark eingeschränkt, da der Import zu Handelszwecken untersagt wurde. Diese Art wird mittlerweile als „invasive Art“ in der VO (EU) 1143/2014 gelistet und es besteht daher ein generelles Handels- und Haltungsverbot in der EU. Bestehende Haltungen dürfen nur unter bestimmten Voraussetzungen (ausbruchssichere Haltung, keine Vermehrung) weiterhin bestehen bleiben.

## Artenschutz
Die Rotwangen-Schmuckschildkröten sind im Anhang B der EU-Artenschutzverordnung aufgeführt sowie auch mit der deutschen Bundesartenschutzverordnung erfasst.